# 2025년 동계 아시안 게임 조선민주주의인민공화국 선수단
2025년 동계 아시안 게임 조선민주주의인민공화국 선수단은 2025년 2월 7일부터 14일까지 중화인민공화국 하얼빈에서 열리는 2025년 동계 아시안 게임에 참가할 예정인 조선민주주의인민공화국 선수단이다.

## 선수단
아래 표는 종목별, 성별 조선민주주의인민공화국 대표단 선수 수이다.
| 종목         | 남자 | 여자 | 총합 |
| ------------ | ---- | ---- | ---- |
| 피겨스케이팅 | 2    | 1    | 3    |
| 총합         | 2    | 1    | 3    |

## 종목별 성적

### 피겨스케이팅
남자
- 로영명
- 한금철

여자
- 렴대옥